# Armoiries de la Grenade

Les armoiries de la Grenade.

Le blason de la Grenade fut approuvé après l'indépendance en 1974. Il est coupé en quatre par une croix d'or dans laquelle apparaît au centre la caraque de Christophe Colomb, la Santa Maria.
Dans le quart supérieur gauche, de gueules, on trouve un lion passant armé d'or (emprunté aux armoiries de l'Angleterre), repris dans le quart inférieur droit.
Dans le second et le troisième quart, de sinople, on peut voir un croissant d'or (demi-lune), avec une fleur de lys qui représente la population catholique du pays.
Le tout est surmonté d'une couronne d'or et de gueules sur lequel reposent des branches de bougainvillée et sept roses représentant les paroisses de l'île. Le blason est soutenu par un tatou à gauche et par une colombe autochtone à droite ; le tatou se tient devant un plant de maïs et la colombe devant un plant de bananier.
Les animaux et le blason reposent sur un paysage composé de deux montagnes avec au centre le plus grand lac du pays (Grand Etang). Une ceinture d'argent soutient le tout, dans laquelle est inscrite la devise officielle du pays : “Ever conscious of God we aspire, build and advance as one people” (“Toujours conscients de dieu, nous aspirons, construisons et progressons comme un peuple uni”).